# A Dream for the Blind
A Dream for the Blind è un EP del gruppo musicale britannico Antimatter, pubblicato nel 2002.
Le prime tre tracce sono versioni alternative di composizioni gia pubblicate dagli Anathema.

## Tracce
1. Lost Control – 4:54
2. Destiny – 2:04
3. Suicide Veil – 1:33
4. Psalms – 3:14
5. Holocaust – 3:38
6. Angelic (Part One) – 1:48
7. The Last Laugh (Acoustic) – 4:52

## Formazione
- Duncan Patterson - basso, tastiere, programmazioni
- Mick Moss -  voce, basso, chitarre, tastiere
- Daniel Cavanagh - chitarre, tastiere